# Турга (приток Онона)
Турга́ (эвенк. Турга — «встреча») — река в Забайкальском крае России, правый приток Онона. Длина реки — 168 км, площадь водосборного бассейна — 3510 км².
Исток реки расположен в южных отрогах Ононского хребта. Ледяной покров на реке обычно устанавливается в конце октября и разрушается в конце апреля. Продолжительность ледостава составляет 160—200 дней. В верхнем течении река периодически пересыхает.
Притоки реки: Сырая Антия, Большой Соктуй, Цунгурук, Урта, Дзукултуй, Бырка.